# Ньямаджу, Мануэл Серифу
Мануэл Серифу Ньямаджу (25 марта 1958, Бисау, Португальская Гвинея — 17 марта 2020, Лиссабон, Португалия) — политический и государственный деятель Гвинеи-Бисау, президент Гвинеи-Бисау (с 2012 года по 2014 год).

## Биография
Мануэл Серифу Ньямаджу родился 25 марта 1958 года в Бисау, Гвинея-Бисау.
Два раза (в 2008—2009 и 2012 гг.) был председателем Национальной Ассамблеи Гвинеи-Бисау. Являлся до 2012 года членом Африканской партии независимости Гвинеи и Кабо-Верде, пока не покинул ряды партии.
На президентских выборах в 2012 году выступил в качестве независимого кандидата, но занял на них только третье место, получив 16 % голосов. Возможно, хотел разыграть «мусульманскую» карту, так как в стране, где почти половина населения исповедовала ислам, за все годы независимости был только один президент-мусульманин — Санья.
Вскоре после путча военные предложили ему занять пост президента на переходный период, но поначалу он отказался, аргументируя это незаконностью переворота. Впоследствии, однако, принял предложение, так как его кандидатура была одобрена в результате консультаций с различными политическими силами и представителями ECOWAS.
Реальную власть в стране сохранили военные, поток наркотрафика из Южной Америки в Европу через территорию Гвинеи-Бисау еще больше вырос. С трудом организовал парламентские и президентские выборы. Задержка организации выборов, вероятно, была связана с позицией военных, которых устраивало отсутствие легитимного президента.